# Доктор, вдова и платяной шкаф
Доктор, вдова и платяной шкаф — нулевая серия седьмого сезона британского научно-фантастического телесериалa «Доктор Кто», рождественский спецвыпуск. Серия была выпущена на Рождество, 25 декабря 2011.

## Сюжет
1938 год. Космический корабль пришельцев собирается уничтожить человечество, но Доктор мешает исполнению этого плана. Он уничтожает звездолёт и перемещается на Землю.
Оказавшись на планете Земля в Англии в сочельник, Доктор встречает Медж Арвелл. Она помогает ему дойти до ТАРДИС, и они прощаются.
Три года спустя, в 1941 году, во время Второй Мировой войны, Медж извещают, что её муж погиб над Ла-Маншем. Медж ничего не говорит детям. На Рождество они эвакуируются в дом своего дяди. Там они встречают Доктора.
Ночью Сирил видит в гостиной подарок — большую синюю коробку. Внутри коробки он видит зимний лес с елями, на которых растут металлические шары. Он срывает один, и шар начинает расти в его руках — в страхе он убегает в лес, бросая шар. Лили и Доктор обнаруживают, что Сирил исчез, и отправляются за ним. Доктор объясняет, что коробка — это портал в другое измерение. Медж Арвелл тоже оказывается внутри портала.
Доктор и Лили находят следы Сирила, ведущие в башню. Там они обнаруживают деревянную статую какого-то Короля. Медж в это время арестовывают солдаты за проникновение на планету, леса которой скоро сгорят под кислотным дождём. Кислотный дождь нужен для получения топлива из андрозианских деревьев. Они отводят Медж в Андрозианский комбайн, но начинается кислотный дождь. Солдаты покидают Медж.
Доктор и Лили обнаруживают Сирила на верхнем этаже башни. Там же они встречают деревянную Королеву. Она надевает на Сирила ободок-корону, через который может общаться с Доктором. Туда же приходит деревянный Король, и они с Королевой объясняют, что лес понимает, что сгорит, и поэтому душам деревьев требуется тело живого существа, чтобы покинуть планету.
Вдруг появляется Медж и перенимает ободок-корону у Сирила. Тогда души деревьев переселяются в неё и часть башни с Королевой, Королём, Доктором, Сирил, Лили и Арвелл оказывается в пространственно-временной воронке. Души деревьев покидают Медж, которая видит своего мужа во время гибели— это же видят Сирил и Лили. Она переносит всех домой.
Арвелл собирается рассказать детям про то, что их отец мёртв, но Доктор выводит их на улицу, где они видят мужа Медж здоровым и невредимым. Арвелл, благодаря своему желанию, чтобы отец Сирила и Лили не умирал, случайно перенесла его через пространственно-временную воронку к ним.
Доктор улетает праздновать Рождество к Пондам, которые с радостью его принимают.